# Angela Ranft
Angela Ranft (nascida em 7 de dezembro de 1969) é uma ex-ciclista alemã que competiu no ciclismo nos Jogos Olímpicos de Verão de 1988.